# Roger Rondeaux
Roger Rondeaux (* 15. April 1920 in Mareuil-le-Port; † 24. Januar 1999 in La Rochelle) war ein französischer Radsportler und dreifacher Weltmeister.
Roger Rondeaux war Profi-Radrennfahrer von 1947 bis 1958 und vor allem bei Querfeldein-Rennen (heutige Bezeichnung Cyclocross) aktiv. Siebenmal wurde er in dieser Disziplin französischer Meister und dreimal – 1951, 1952 und 1953 – Weltmeister, nachdem er 1950 bei der ersten Austragung von Querfeldein-Weltmeisterschaften schon Vize-Weltmeister hinter seinem Landsmann Jean Robic geworden war. 1948 und 1949 siegte er im Critérium international de cyclo-cross.
1952 gewann er zudem das baskische Rennen Subida a Arantzazu.